# Al-Qurna
Al-Qurna (arabisch القرنة, DMG al-Qurna), auch al Qurnah, ist eine Kleinstadt im Südirak, die ungefähr 74 km nordwestlich von Basra liegt. Der Ort liegt an der Stelle, wo Euphrat und Tigris zusammenfließen und den Strom Schatt al-Arab bilden.